# Dersum
Dersum là một đô thị thuộc huyện Emsland, trong bang Niedersachsen, Đức. Đô thị này có diện tích 28,57 km². Dersum nằm giữa sông Ems ở phía đông và biên giới với Hà Lan ở phía tây. Haren nằm 24 km về phía nam và Papenburg khoảng 17 km về phía đông bắc.